# Jill Kelly
Pour les articles homonymes, voir Kelly.
Jill Kelly est une actrice de films pornographiques, productrice et réalisatrice américaine.

## Biographie
Jill Kelly est née le 1er février 1971 à Pomona, Californie, États-Unis.
Selon la biographie des agents de presse et les dires de l'actrice elle-même, Jill est bisexuelle. Elle découvrit son attirance pour les femmes dès sa jeunesse où elle eut une aventure avec une amie bisexuelle comme elle.
La vie sentimentale de Jill est tumultueuse. Elle épouse Cal Jammer, autre star du porno, en 1993, un mois après l'avoir rencontré. Kelly supportant mal ses infidélités hors-plateau, le quitte et le surnomme « le briseur de contrat ». Dépressif, Jammer qui souffre de leur séparation se suicide en 1995 sous les fenêtres de Kelly, . Jill, qui a du mal à faire face, fait une pause dans sa carrière.
En 2000, elle épouse Julian Andretti qui l'épaule dans la direction de la société qu'elle fonde. Ils divorcent en mai 2000.
En 2003, elle se marie, en troisièmes noces, avec Corey Jordan, un autre acteur porno. Elle est enceinte deux fois à son instigation. Ses grossesses se soldent par un échec : une mort fœtale in utéro et une grossesse extra utérine. Elle divorce l'année suivante.
Elle porte des lèvres tatouées sur sa fesse droite (depuis ses amours avec Eric Price), un idéogramme sur la face interne de sa cheville gauche, un chapeau de cowboy sur son biceps gauche ainsi que d'autres ornements du même genre sur son épaule gauche, sur la face interne de ses bras juste sous l'aisselle et sur le bas du dos.

## Carrière
Kelly est tout d'abord stripteaseuse dans un club, le « Baby Dolls » à Ontario, Californie. Elle a quinze ans et triche sur son âge. Après avoir rompu avec son amant de l'époque, elle appelle le club au téléphone et les informe de son âge réel ce qui a pour effet immédiat de se faire mettre à la porte. Lorsqu'elle y retourne dès ses dix-huit ans sonnés, elle s'exclame « Ils ne m'ont même pas reconnue.,  ». Elle aura passé en tout cinq ans à travailler dans ce club.
On la retrouve quelque temps après au O'Farrell Theatre de San Francisco où elle exécute des scènes de sexe "live" avec Tyffany Million. En 1993, toutes deux partent faire un voyage à Las Vegas à l'occasion des AVN Awards. Elle décide alors de rentrer dans l'industrie du film pornographique.
Kelly fait ses débuts au cinéma dans "The Roller Blade Seven"; un film d'action érotique réalisé par Donald G. Jackson et produit par Scott Shaw. l'actrice interprètera par la suite plusieurs autres films non érotiques pour Jackson et Shaw.
Après s'être remise du décès de Cal Jammer, elle monte sa propre société de production, Fire and Ice Productions, avec son amie P.J. Sparxx avec laquelle elle entretenait des relations charnelles. Elle est épaulée par son mari Julian Andretti qui devient son unique partenaire masculin dans les films qu'elle tourne à l'époque. Beaucoup de ces films comportent des scènes d'éjaculation interne et de fellation. Fire and Ice Productions disparut en raison de divergences entre les associées.
En octobre 1998, Jill fonde seule sa propre société de production, Jill Kelly Productions (JKP), qui sort environ 80 films par an. Jill est à la fois devant et derrière la caméra et, bien sûr, produit ses films. Des actrices connues, telles Alexis Amore, Ashton Moore ou Jenna Haze, l'y ont rejoint. En avril 2005, Penthouse acquiert la totalité des avoirs de Jill Kelly Productions en état de faillite. Penthouse a payé 1.765 million de dollars pour le catalogue complet de JKP et près de 60 films non encore parus
Jill Kelly se retire du X en 2005.
Au cours de sa carrière, elle a posé pour plus d'une centaine de couvertures de magazines pour adultes. Club Magazine, un des plus connus, l'élut "Star du millénaire".

## Filmographie sélective
En quelque seize années de carrière elle tourna quelques films conventionnels hollywoodiens comme Spike Lee's, He Got Game et Capitaine Orgazmo mais son activité principale reste le cinéma pornographique avec 600 films à son actif dont :
- Naked Avenger (2008)
- Star 69: The Lost Footage (2008)
- Star 69: Latinas! (2007)
- Jill Kelly, Superpussy (2005)
- Swap Meat (2004)
- Adult Movie (2001)
- When The Boyz Are Away The Girlz Will Play 5 (2001)
- Best of Perfect Pink (2001)
- Cum Back Pusy 26 (2000)
- Babewatch 11 (2000)
- No Man's Land Interracial Edition 1 (1999)
- Blue Matrix (1999)
- Flashpoint (1998)
- The Violation of Jill Kelly (1997)
- No Man's Land 17 (1997)
- Virtual Encounters (1996)
- No Man's Land 13 (1996)
- No Man's Land 12 (1995)
- Wicked One (1995)
- Club Erotica (1995)
- Girls of Sorority Row (1994)
- Shave Tails 2 (1994)
- Girls Gone Bad 8 (1993)
- A Girl's Affair 3 (1993)

## Récompenses
AVN
- AVN Hall of Fame
- 1996 Best All-Girl Sex Scene pour la vidéo Takin' It to the Limit 6;
- 1997 Best All-Girl Sex Scene pour le film Dreams of Desire;
- 1999 Best Couples Sex Scene pour la vidéo Dream Catcher.

X-Rated Critics Organization (XRCO)
- 1998 Performer of the Year (Actrice de l'année);
- 1996 Best Girl-Girl Sex Scene pour Takin' It To The Limit 6.
- 1999 Hot d'Or de la meilleure actrice américaine.